# 卢日尼基体育场
卢日尼基综合奥林匹克大型体育竞技场座落在俄罗斯莫斯科市区，简称卢日尼基体育场（Стадион "Лужники"），原称“中央列宁体育场”。它是俄罗斯最大的体育场，总共有84745个坐席。这座体育场隸屬卢日尼基奥林匹克体育中心，在苏联解体前被称为中央列宁体育场（Центральный стадион имени В. И. Ленина）。
自从2002年国际足联允许在各项赛事使用人工草皮以来，它也是在欧洲少数使用人工草皮的著名体育场之一。由于在1956年至2013年間并不是专业足球场，所以在當時在观众席和场地之间有跑道环绕。

## 位置

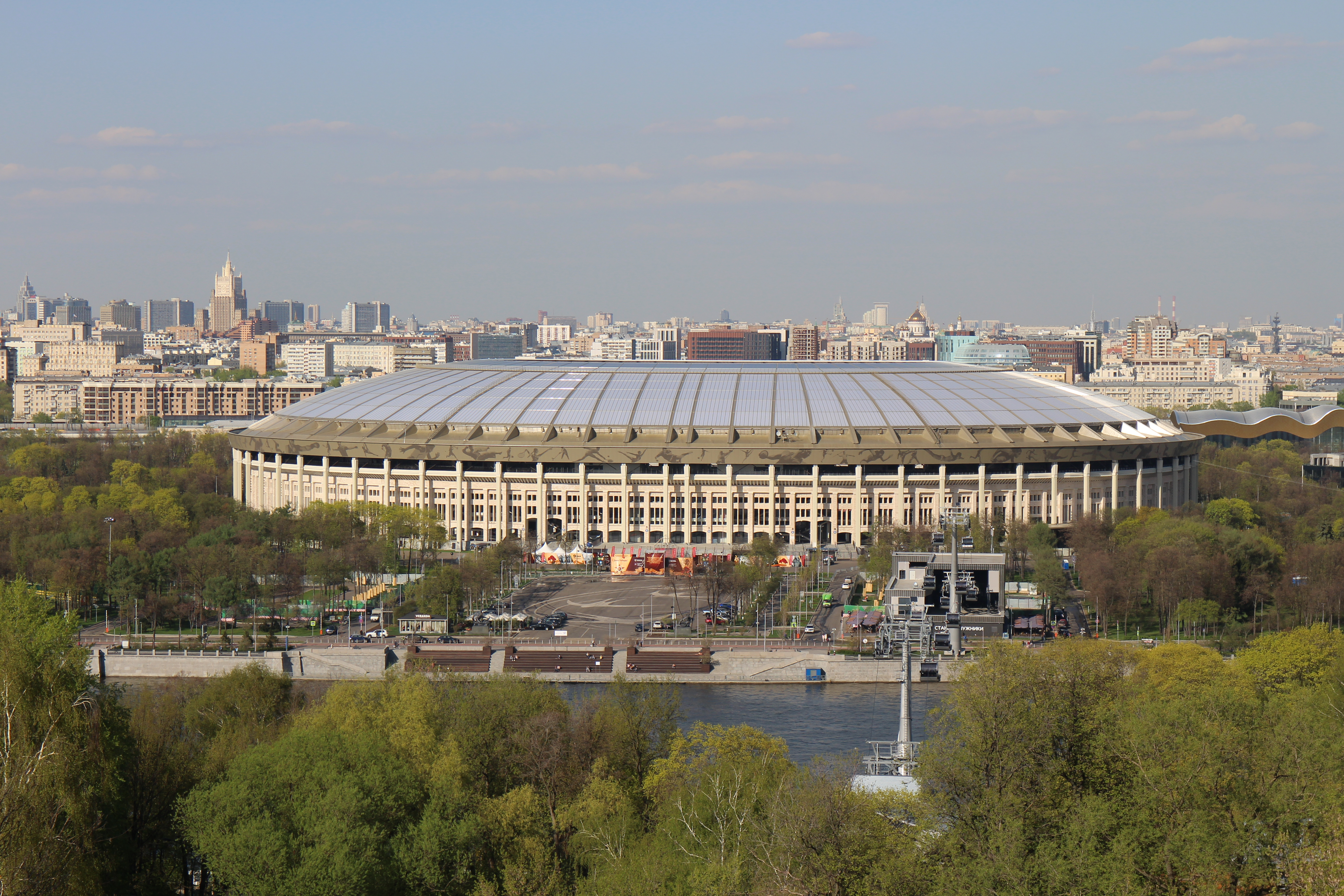
從麻雀山（舊稱列寧山）觀看卢日尼基体育场

盧日尼基體育場座落在俄羅斯莫斯科市中央行政區赫莫夫尼基區（俄語：Хамо́вники），位於市中心西南面。「盧日尼基」可大概意譯為草原，指的是體育場所在的莫斯科河彎曲之處的洪溢草原（flood-meadow）。

## 外表
它是歐洲少數使用人工草皮的著名體育場。
2016年8月，體育場鋪設了永久性混合草皮，由95％天然草皮及塑膠加固而成。

## 歷史

### 早期

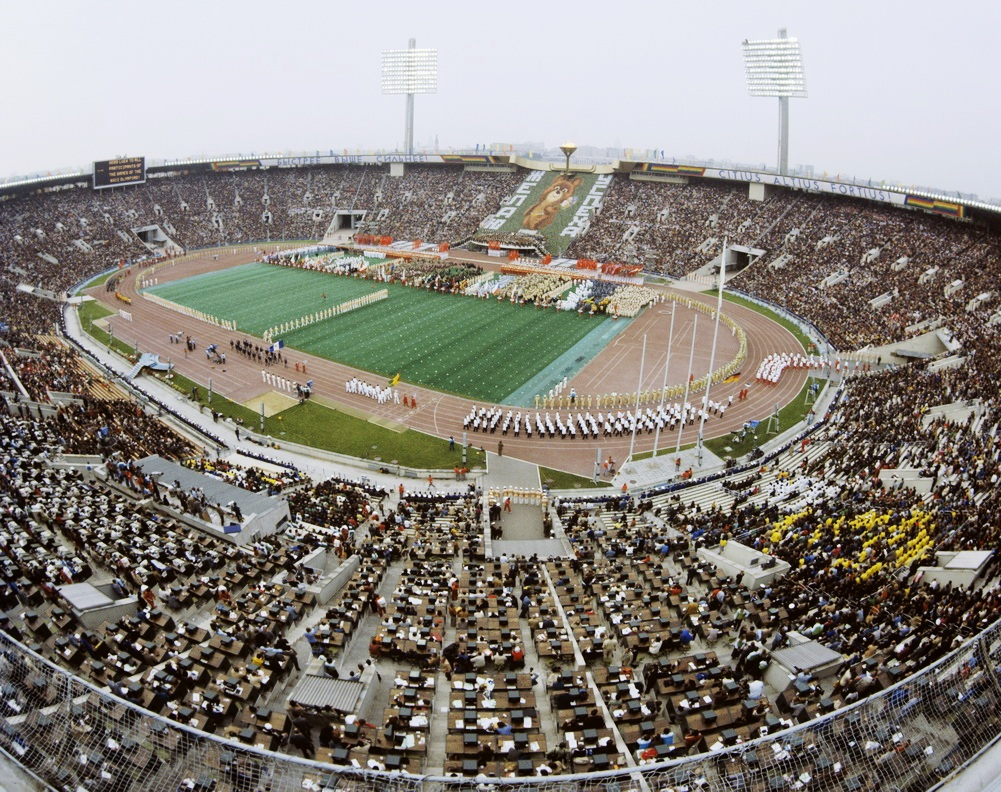
1980年夏季奥林匹克运动会的开幕儀式

盧日尼基運動場最初命名為中央列寧運動場，它是為了主辦1956年蘇聯人民斯巴達克運動會而在年前興建的
卢日尼基体育场曾经是莫斯科举办的1980年夏季奥林匹克运动会的主赛场，当年的观众席達103,000人之多，舉行的賽事有田径、足球决赛以及马术。此外尚承办1957年的世界冰球锦标赛决赛，当时的决赛是在苏联和瑞典之间举行，观众人数达到了55,000人，创下了该项赛事的观众人数世界记录。

### 現代
2008年歐洲聯賽冠軍盃決賽於此舉行，是第一個承辦歐聯決賽的東歐球場。後來又成為2013年世界田徑錦標賽的主辦場地，也是該舊場地拆除前的最後一場國際賽事。

### 為世界盃而重建
2013年世界田徑錦標賽結束後，官方整修該場地以迎接2018年的世界盃足球賽，並成為專業的足球場。

### 政治集会
2022年3月18日，时值俄罗斯入侵乌克兰的行动持续，卢日尼基体育场举行盛大集会，纪念俄罗斯吞并克里米亚八周年。警方估计有20万名支持者到场出席。

## 足球比賽

### 2018年世界盃足球賽
2018年7月15日，世界盃足球賽的決賽在盧日尼基體育場進行，成為繼柏林奧林匹克體育場、羅馬奧林匹克體育場、慕尼黑奧林匹克運動場和倫敦之後，第5個同時舉辦世界盃決賽和歐洲聯賽冠軍盃決賽的賽場。
| 日期          | 時間  | 第一隊伍 | 比數           | 第二隊伍     | 回合     | 觀眾人數 |
| ------------- | ----- | -------- | -------------- | ------------ | -------- | -------- |
| 2018年6月14日 | 18:00 | 俄羅斯   | 5 – 0          | 沙烏地阿拉伯 | A組      | 78,011   |
| 2018年6月17日 | 18:00 | 德国     | 0 – 1          | 墨西哥       | F組      | 78,011   |
| 2018年6月20日 | 15:00 | 葡萄牙   | 1 – 0          | 摩洛哥       | B組      | 78,011   |
| 2018年6月26日 | 17:00 | 丹麦     | 0 – 0          | 法國         | C組      | 78,011   |
| 2018年7月1日  | 17:00 | 西班牙   | 1–1 (3–4 pen.) | 俄羅斯       | 十六强赛 | 78,011   |
| 2018年7月11日 | 21:00 |          | 2–1 (a.e.t.)   | 英格兰       | 準決賽   | 78,011   |
| 2018年7月15日 | 18:00 | 法國     | 4–2            |              | 決賽     | 78,011   |